# Bernat Lluís Cotoner i Ballester
Bernat Lluís Cotoner i Ballester (Palma, darreria del segle xvi - Palerm, 23 de setembre de 1641), fill de família noble, es dedicà a l'estudi de les lleis, obtingué el doctorat en ambdós drets per la Universitat d'Avinyó, i de tornada a Palma exercí d'advocat fins que, al cap d'uns anys, s'ordenà sacerdot, fou beneficiat de la parròquia de Santa Eulàlia, i posteriorment rebé una canongia. Fou nomenat inquisidor apostòlic de Sardenya, i després promogut a inquisidor general d'Aragó, Catalunya i València. Morí quan es trobava a Sicília com a visitador del Tribunal del Sant Ofici d'aquest regne. Segons l'erudit Bonaventura Serra, deixà manuscrites algunes obres de jurisprudència.